# Thomas Ambrose Tschoepe
Thomas Ambrose Tschoepe (Pilot Point (Texas), 17 december 1915 - Dallas (Texas), 24 januari 2009) was een Amerikaanse rooms-katholieke bisschop.
Tschoepe studeerde theologie en filosofie aan het Pontifical College Josephinum in Columbus (Ohio). Hij werd in 1943 tot priester gewijd en werd pastoor in Sherman (Texas), Fort Worth en Dallas. Later werd hij kanselier en vicaris-generaal van het bisdom Dallas. In 1962 werd hij benoemd tot monseigneur.
In 1966 benoemde paus Paulus VI hem tot de tweede bisschop van het bisdom San Angelo. In 1969 volgde de benoeming tot bisschop van Dallas. Tijdens zijn ambtsperiode werd in 1987 het bisdom Tyler (Texas) gesticht. Het nieuwe bisdom werd samengesteld uit 21 counties van het bisdom Dallas. Zijn verzoek om af te treden werd door paus Johannes Paulus II op 14 juli 1990 goedgekeurd, precies honderd jaar na de oprichting van het bisdom Dallas door paus Leo XIII.
In 1997 bevond een jury het bisdom Dallas verantwoordelijk voor kindermisbruik door priester Rudy Kos en kende diens elf mannelijke slachtoffers en hun families een schadevergoeding toe van bijna 120 miljoen dollar, een recordbedrag dat later verminderd werd tot 31 miljoen dollar. Het proces gaf ook Tschoepe een verpletterende verantwoordelijkheid, vermits aan het licht kwam dat Tschoepe en zijn rechterhand, mgr. Robert Rehkemper, gans de tijd op de hoogte waren geweest van het misbruik van priester Kos, maar weinig of niets hadden gedaan om de pedofiele priester te stoppen.
Tschoepe kwam nooit getuigen op het proces omdat hij aan de ziekte van Alzheimer zou hebben geleden. Na het proces kon The Dallas Morning News echter vaststellen dat Tschoepe nog steeds de mis las en bleef functioneren als onderpastoor in een parochie ten zuiden van Dallas.

## Referentie
1. 1 2  (en)  Dallas Resources – July 2003, Bishop Accountability, 2 juli 2003